# Paolo Buzzi

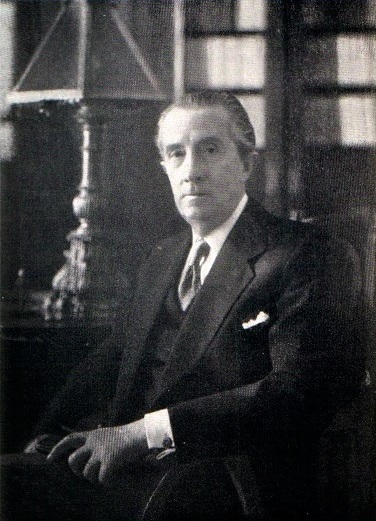
Paolo Buzzi

Paolo Buzzi (* 15. Februar 1874 in Mailand; † 18. Februar 1956 ebenda) war ein italienischer Dichter des Futurismus.

## Leben
Buzzi studierte zunächst Rechtswissenschaft in Pavia, besuchte aber auch Vorlesungen über Literatur und gewinnt auch 1891 den Mailänder Concorso di Poesia. Beruflich ist er als Jurist in der Mailänder Provinzialverwaltung tätig und mit sozialen Fragen beschäftigt. 1898 gelingt ihm mit seiner Rapsodie leopardiane der eigentliche künstlerische Durchbruch. Im Jahr 1905 wird in der von Marinetti und Sem Benelli gegründeten Literaturzeitschrift Poesia ein Wettbewerb ausgeschrieben, der den besten Dichter italienischer Sprache ermitteln soll, wieder geht Buzzi als Sieger hervor. Anschließend beginnt er für Poesia zu schreiben und tritt 1909 den Futuristen bei. Von Marinetti zu poetischer Freiheit angeregt, entwickelt er die „Tavole in libertà“ bei denen Wörter und Satzfragmente frei auf einem Blatt angeordnet sind. Zu seinen bekanntesten Experimenten zählt L'elisse e la spirale, ein Versuch Film und Parole in libertà zu kombinieren. Später kehrt er wieder zu traditionelleren Formen der Lyrik zurück. Neben seinem dichterischen Werk sind auch seine journalistischen Leistungen bemerkenswert, nebenbei war er auch historiographisch und dramaturgisch tätig.

## Werke
- Poesie leopardiane, 1898, Galli e Raimondi, Milano
- L’esilio, 1906, Galli e Raimondi, Milano, Erzählung
- Aeroplani, 1909, Edizioni di „Poesia“, Milano
- Versi liberi Treves, 1913, Milano
- L’Elisse e la spirale, 1915, Edizioni di „Poesia“, Milano, Erzählung
- Bel canto, 1916, Studio Editoriale, Lombardo
- Popolo, canta così! 1920, Facchi, Milano
- Poema dei quarantanni, 1922, Edizioni di „Poesia“, Milano
- Canti per le chiese vuote, 1930, Foligno Campitelli,
- Poema di radioonde, 1940
- Atomiche, 1950